# Solgårds fornborg
Solgårds fornborg ligger i ett skogsområde vid Solgårdsvägen i bostadsområdet Solgård i  kommundelen Sjödalen-Fullersta, Huddinge kommun. 

## Beskrivning
Borgen anlades på ett stort och högt berg där det sedan 1970 finns vattentornet Fornborgsreservoaren. Lämningen omfattar ett område om 360x100-330 meter. Endast mindre murrester finns bevarade på fornborgens östra sida. Mot syd stupar berget brant ner. Borgen fungerade troligen som tings- eller kultplats. Vid anläggandet av Fornborgsreservoaren undersöktes delar av fornborgen utan att några föremål kunde påträffades. 
Från borgen har besökaren en vidsträckt utsikt över Flemingsberg. Nedanför (i söder) sträcker sig Flemingsbergsvikens våtmarksanläggning. Inom fornborgen (på bergsplatån) finns några fritidshus. På höjden mittemot ligger Visättra fornborg.

## Bilder

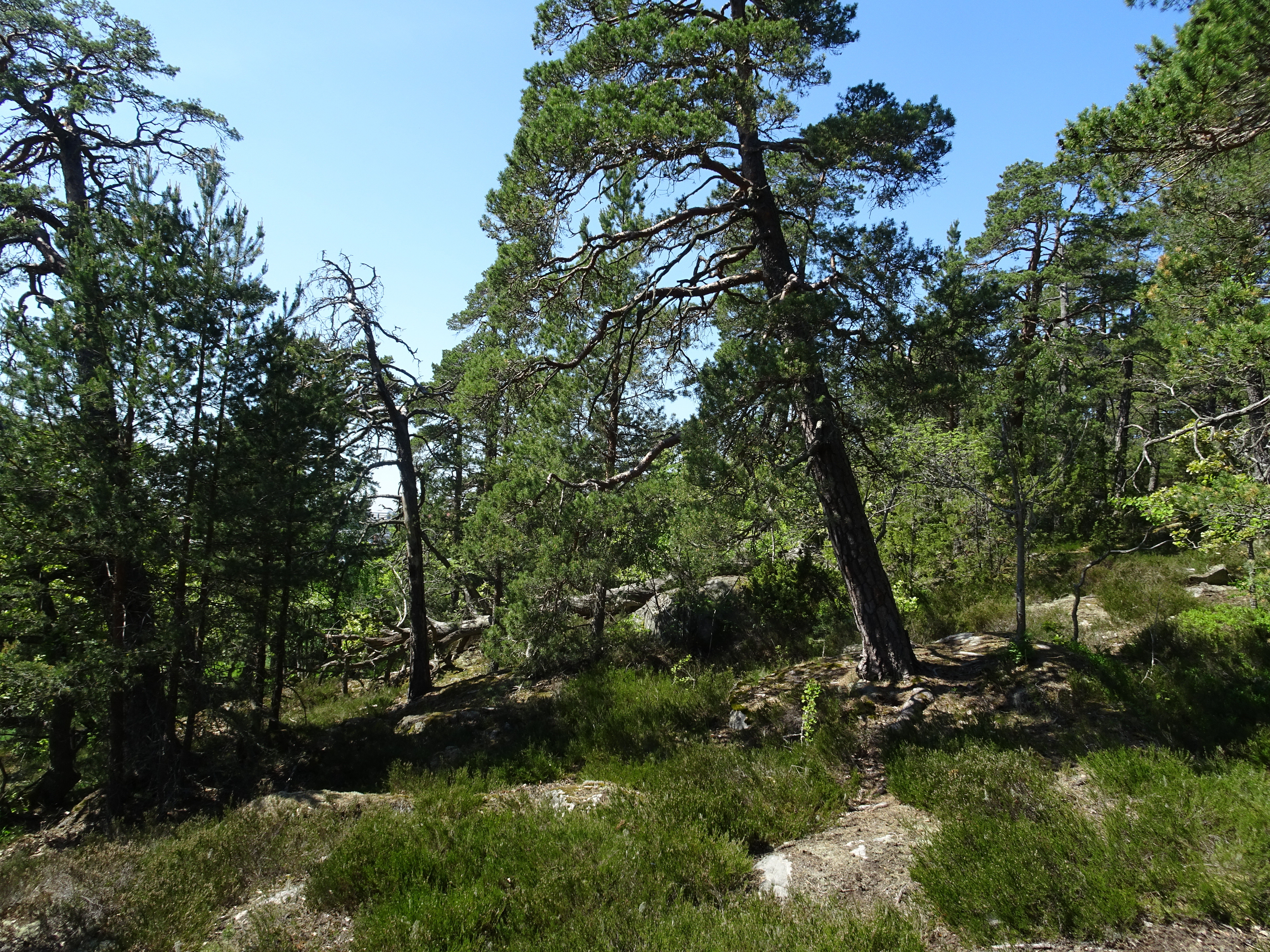
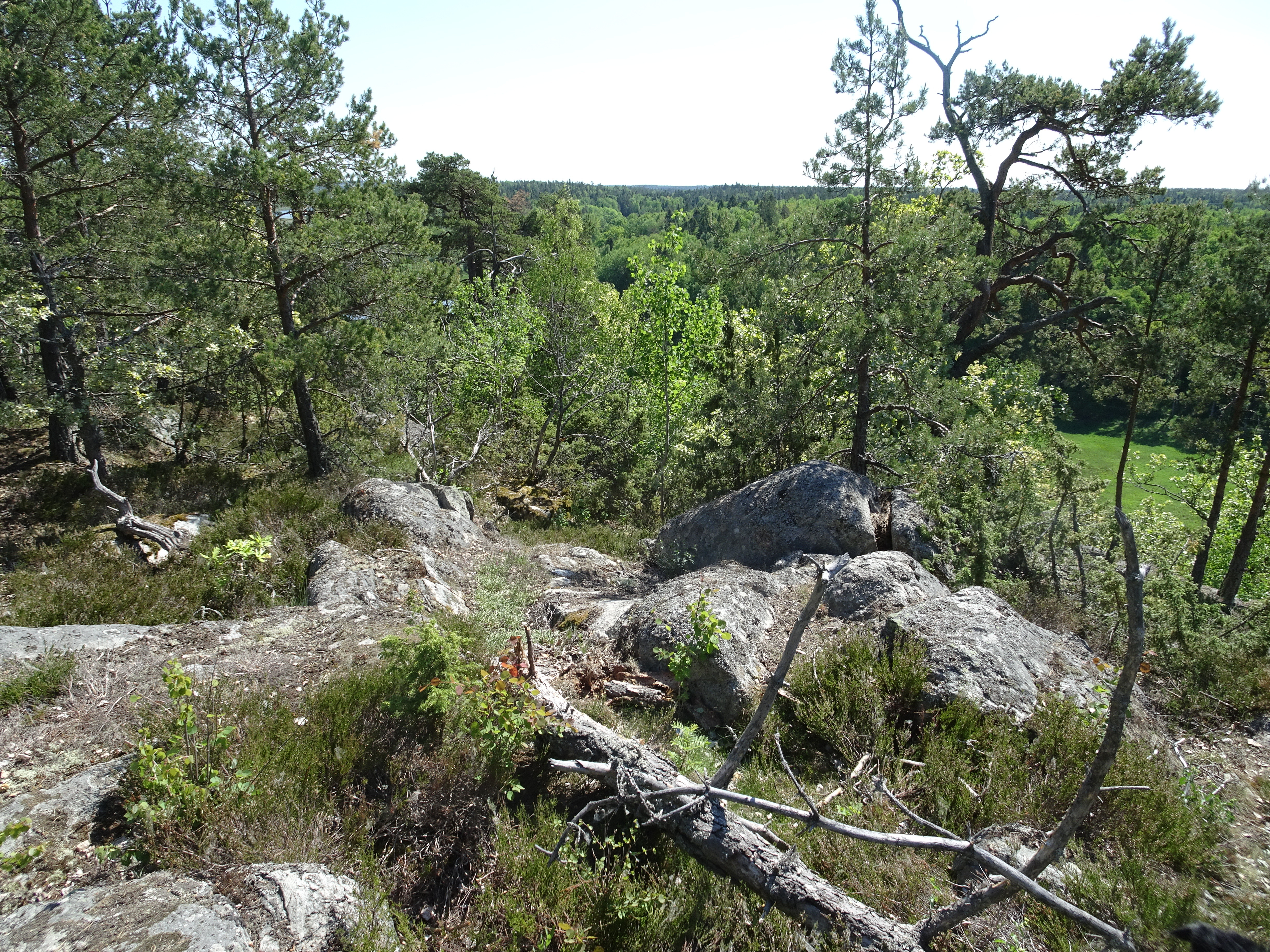
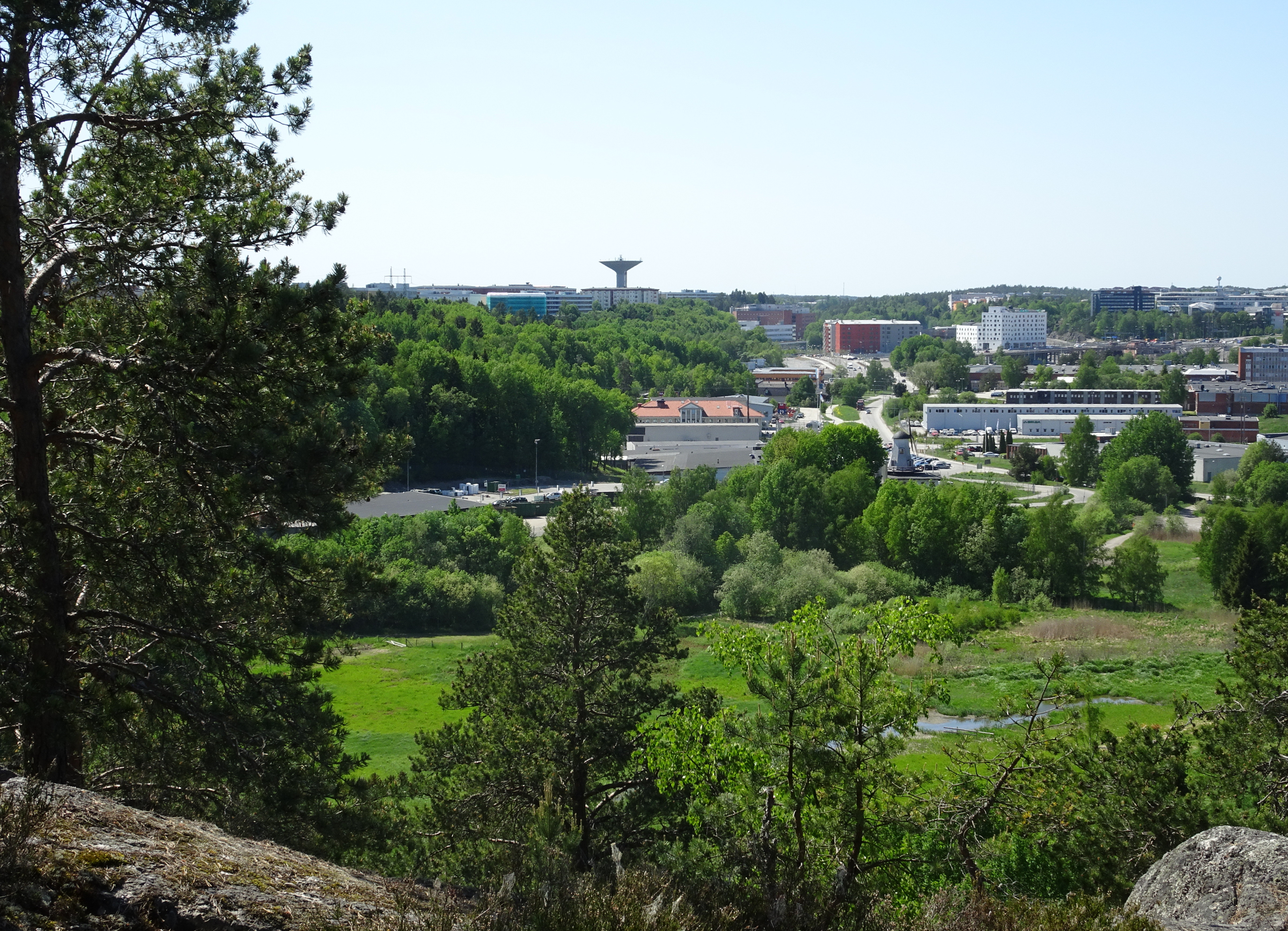
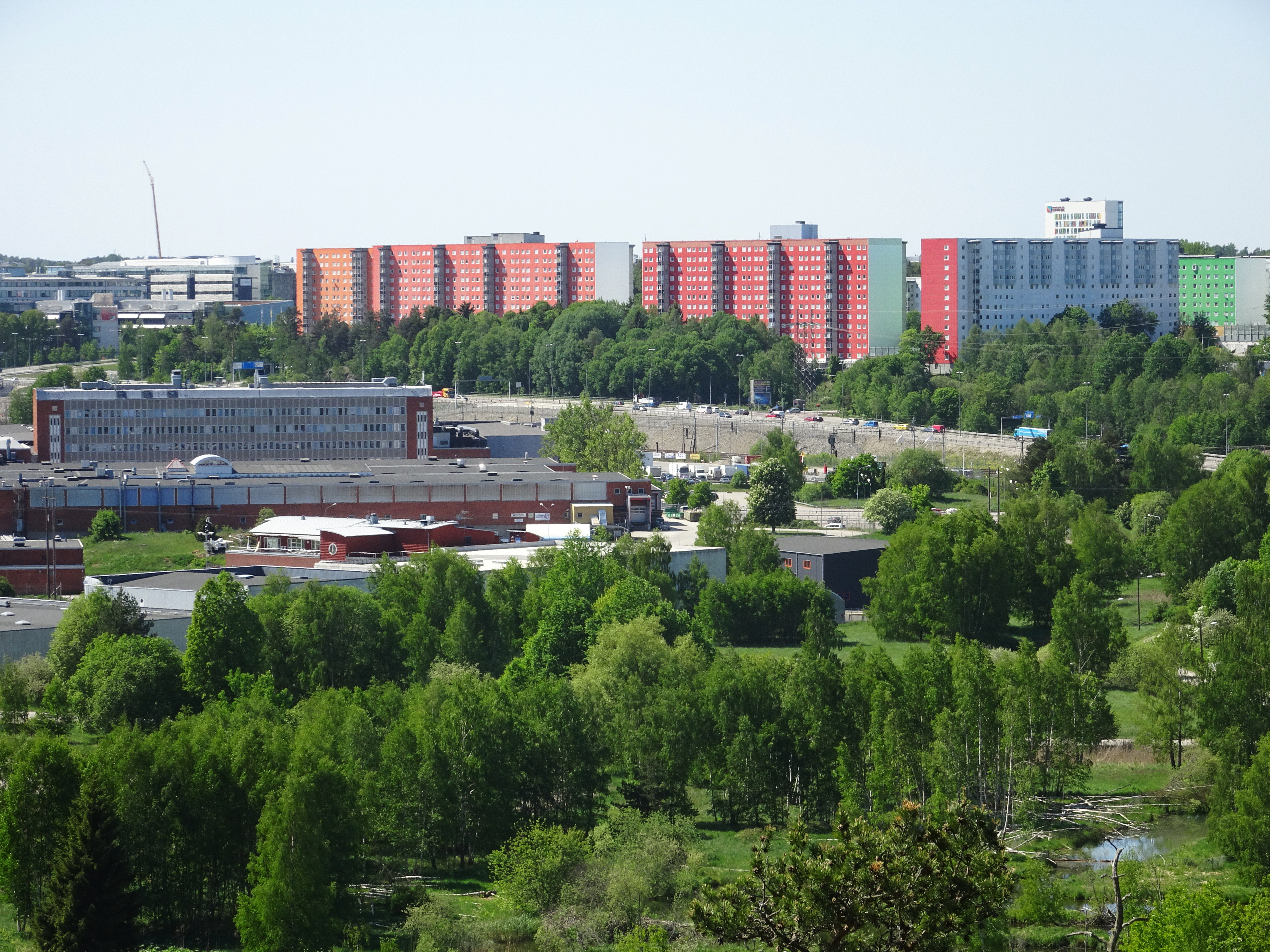